# João Lessengue
João Correia de Mello, João Lessengue ou (Lesenge),  foi iniciado no candomblé em 4 de dezembro de 1929 por Manoel Bernardino da Paixão que foi o fundador do (terreiro)  Manzo Bandukenké (Bate Folha), no bairro da Mata-Escura, Salvador.
Lessengue em 1941 fundou no bairro de Anchieta, Rio de Janeiro a Inzo (casa) Cupapa Unçabá que significa Bate Folha.
Lessengue morreu no Rio de Janeiro, em 29 de setembro de 1970 e em 1972 quem assumiu a casa foi Mameto Mabeji